# Боже, ти справді хрещений батько!
«Боже, ти справді хрещений батько!» — італійська кримінальна кінокомедія 1973 року, знята режисером Мікеле Лупо, з Лі Ван Кліфом, Жаном Рошфором і Едвіж Фенек у головних ролях.

## Сюжет
Френкі Діомеде залізною рукою керує злочинним кланом у Генуї, але тепер з'являється французька банда, яка прагне утвердитися у місті. Коли Френкі повертається до рідних місць, його затримує поліція. Хоча він має алібі щодо інкримінованого йому злочину, з'ясовується, що його конкуренти досить впливові, щоб утримувати його у в'язниці. Тут Френкі знайомиться із молодим хлопцем Тоні, який захоплюється його діяльністю. Спочатку колишній бос злочинців не довіряє Тоні, але коли той рятує його від замаху на його життя, передумує і погоджується прийняти його допомогу. Незабаром Тоні виходить на волю і готує план втечі Френкі із в'язниці.

## У ролях
- Лі Ван Кліф — Френкі Діомеде
- Тоні Ло Б'янко — Тоні Бреда
- Жан Рошфор — Луї Аннунціата
- Едвіж Фенек — Орхідеа
- Фаусто Тоцці — Луїджі Массара, адвокат
- Маріо Ерпікіні — Джо Стілі
- Жес Ан — Жанно
- Адольфо Ластретті — Аль
- Стефанія Каредду — сіньора у Пікап'єтре
- Сільвано Транквіллі — Сільвано, брат Френкі
- Нелло Паццафіні — бандит у в'язниці
- Клаудіо Ундарі — вбивця
- Клаудіо Гора — директор казіно
- Штеффен Захаріас — адвокат Тоні
- Уго Фангареджі — друг Тоні
- Романо Пуппо — кілер
- Карло Інтерман — прокурор
- Теодоро Корра — ув'язнений-гей
- Ренцо Маріньяно — швейцар
- Марчелло Ді Мартіре — роль другого плану
- Бруно Боскетті — роль другого плану
- Луїджі Антоніо Гверра — роль другого плану
- Артеміо Антоніні — поплічник Аннунціати
- Джованні Чанфрілья — поплічник Аннунціати
- Бруно Ді Луйя — поплічник Аннунціати
- Фортунато Арена — начальник в'язниці
- Том Феллегі — комісар поліції
- Арнальдо Делль'Аква — ув'язнений
- Джільберто Галімберті — водій вантажіки
- Ріккардо Мангано — роль другого плану
- Ріккардо Петрацці — працівник на рибокомбінаті
- Осіріде Певарелло — бандит у в'язниці
- Отторіно Полентіні — ув'язнений
- Клаудіо Руффіні — водій вантажівки
- Серджо Смаккі — поплічник Аннунціати
- Гоффредо Унгер — поплічник Аннунціати
- Джон Барта — окружний прокурор
- Етторе Арена — французький поліцейський
- Анджело Боскаріоль — поліцейський
- Анджело Казадеї — в'язничний охоронник
- Фульвіо Мінгоцці — функціонер
- Джузеппе Маррокко — роль другого плану
- Франческо Аннібаллі — більярдист

## Знімальна група
- Режисер — Мікеле Лупо
- Сценаристи — Нікола Бадалукко, Серджо Донаті, Лучано Вінченцоні
- Оператори — Джо Д'Амато, Альдо Тонті
- Композитор — Ріц Ортолані
- Художник — Амедео Фаго
- Продюсери — Діно де Лаурентіс, Франко Канчелльєрі